# یوآن باورنسکی
یوآن باورنسکی (انگلیسی: Yoan Baurenski؛ زادهٔ ۲۱ اکتبر ۲۰۰۱) بازیکن فوتبال اهل بلغارستان است.
از باشگاه‌هایی که در آن بازی کرده است می‌توان به باشگاه فوتبال زسکا صوفیه اشاره کرد.
وی همچنین در تیم‌ ملی فوتبال   زیر ۲۱ سال بلغارستان بازی کرده است.